# Phulbari Upazila
Phulbari Upazila är ett underdistrikt i Bangladesh. Det ligger i den norra delen av landet, 260 km norr om huvudstaden Dhaka.
Trakten runt Phulbari Upazila består till största delen av jordbruksmark. Runt Phulbari Upazila är det tätbefolkat, med 849 invånare per kvadratkilometer.